# Dušan Spasojević
Dušan Spasojević (poznan pod vzdevkoma »Duća« in »Šiptar«), srbski kriminalec, * 16. julij 1968, Retkocer, † 27. marec 2003, Beograd.
Spasojević je bil soustanovitelj in vodja Zemunskega klana, med letoma 2000 in 2003 največje in najvplivnejše kriminalne organizacije na Balkanu.

## Biografija
Dušan Spasojević je bil rojen 16. julija 1968 v Retkoceru, vasi na jugu Srbije blizu meje s Kosovom. Kazniva dejanja, kot so bile kraje avtomobilov in preprodaja drog, je začel izvrševati že v mladosti. S prijateljem Miletom Lukovićem "Kumom" je v sredini 90. let osnoval Zemunski klan, ki je pod njegovim vodstvom dosegel vrh moči v letih od 2000 do 2003. Potem ko je Zemunski klan 12. marca 2003 izvedel atentat na predsednika vlade Zorana Đinđića, je srbska policija začela intenzivno akcijo, znano kot "operacija Sablja", usmerjeno proti atentatorjem in organiziranemu kriminalu nasploh. Spasojević je bil skupaj z Lukovićem ubit 27. marca 2003 v spopadu s policijo, potem ko sta se z orožjem poskušala upreti aretaciji.